# Archaraeoncus
Archaraeoncus is een geslacht van spinnen uit de familie hangmatspinnen (Linyphiidae).

## Soorten
De volgende soorten zijn bij het geslacht ingedeeld:
- Archaraeoncus alticola (Tanasevitch, 2008)
- Archaraeoncus hebraeus (Tanasevitch, 2011)
- Archaraeoncus prospiciens (Thorell, 1875)
- Archaraeoncus sibiricus (Eskov, 1988)